# Truth or Drink
Pour les articles homonymes, voir Truth.
Pour plus de détails, voir Fiche technique et Distribution.
Truth or Drink est un court métrage américain écrit, réalisé et monté par Amy Reedy, sorti en 2011.
Kelsey Reinhardt commence sa carrière cinématographique par ce court métrage.

## Synopsis
Quand Jamie et Mimi se rencontrent pour un jeu « inoffensif » de vérité ou boire, elles n'ont aucune idée de ce que leurs désirs secrets vont se révélés.

## Fiche technique
- Titre : Truth or Drink
- Réalisation : Amy Reedy
- Scénario : Amy Reedy
- Montage : Amy Reedy
- Production :
- Société de production :
- Direction de la photographie :
- Musique :
- Pays d'origine :  États-Unis
- Langue d'origine : anglais américain
- Genre : Comédie romantique
- Lieux de tournage :
- Durée : 5 minutes
- Date de sortie : 
  - États-Unis : 1er décembre 2011

## Distribution
- Kelsey Reinhardt : Jesse
- Diane Rosser : Mimi